# Список пусковых участков и новых станций Тбилисского метрополитена
В этом списке приводятся все пусковые участки новых перегонов и/или новых станций Тбилисского метрополитена. Указаны только построенные участки, без строящихся и проектируемых. 
| Линия                 | Участок                                    | Дата             | Станций | Станций всего | Примечания |
| --------------------- | ------------------------------------------ | ---------------- | ------- | ------------- | ---------- |
| Ахметели-Варкетилская | Дидубе — Руставели                         | 11 января 1966   | 6       | 6             |            |
| Ахметели-Варкетилская | Руставели — 300 Арагвели                   | 6 ноября 1967    | 3       | 9             |            |
| Ахметели-Варкетилская | 300 Арагвели — Самгори                     | 5 мая 1971       | 2       | 11            |            |
| Сабурталинская        | Садгурис моедани-2 — Делиси                | 15 сентября 1979 | 5       | 16            |            |
| Ахметели-Варкетилская | Самгори — Варкетили                        | 9 ноября 1985    | 1       | 17            |            |
| Ахметели-Варкетилская | Дидубе — Гурамишвили (без «Грмагеле»)      | 16 ноября 1985   | 1       | 18            |            |
| Ахметели-Варкетилская | Грмагеле                                   | 28 ноября 1985   | 1       | 19            |            |
| Ахметели-Варкетилская | Гурамишвили — Ахметелис театри             | 7 ноября 1989    | 2       | 21            |            |
| Сабурталинская        | Делиси — Важа-Пшавела                      | 2 апреля 2000    | 1       | 22            |            |
| Сабурталинская        | Важа-Пшавела — Государственный университет | 16 октября 2017  | 1       | 23            |            |